# Bulbophyllum dschischungarense
Bulbophyllum dschischungarense là một loài phong lan thuộc chi Bulbophyllum.